# Інститут теоретичної фізики імені О. І. Ахієзера
Інститут теоретичної фізики імені О. І. Ахієзера ННЦ «ХФТІ» — структурний підрозділ Національного наукового центру «Харківський фізико-технічний інститут».
Створений 31 січня 1996 року.

## Основний вид діяльності
Дослідження і розробки в галузі природничих та технічних наук

## Наукові напрямки
- Статистична фізика та квантова теорія поля
- Теорія конденсованих середовищ і ядерної матерії
- Радіаційна фізика твердих тіл, квантовоелектродинамічні процеси
- Електродинаміка адронів
- Дифузійні та електронні явища у твердих тілах
- Теоретико-групові властивості елементарних частинок
- Теорія ядра і ядерних реакцій
- Стохастична динаміка
- Електродинаміка високих енергій у речовині

## Досягнення та розробки

### Відкриття
- Відкриття магнітоакустичного резонансу
- Відкриття суперсиметрії та супергравітації,

### Теорії
- Теорія дифузного розпаду перенасичених розчинів
- Теорія кінетичних явищ для квантових систем
- Кластерна теорія аморфних середовищ
- Теорія когерентних та інтерференційних явищ при високих енергіях у кристалах
- Теорія явища динамічного хаосу в різних системах